# Projecció (matemàtiques)
En matemàtiques, una projecció és una aplicació d'un conjunt (o una altra estructura matemàtica) en un subconjunt (o subestructura), que és igual al seu quadrat per composició de funcions (o, en altres paraules, que és idempotent). La restricció d'una projecció a un subespai també s'anomena projecció, encara que es perdi la propietat d'idempotència.

## Història
Originalment, la noció de projecció fou introduïda en geometria euclidiana per denotar la projecció de l'espai euclidià tridimensional sobre un pla, com els exemples referents a les ombres dels objectes.
El concepte de projecció en matemàtiques és força antic, i possiblement amb arrels al fenomen de les ombres generades per objectes reals sobre el terra. Aquesta idea rudimentària fou refinada i abstreta, primer en un context geomètric i després en altres àrees de les matemàtiques. Amb el temps, cadascuna d'aquestes versions ha evolucionat independentment, però encara se'n pot donar una versió unificada i suficientment abstracta.
Els dos tipus principals de projeccions d'aquesta classe són:
- La projecció des d'un punt sobre un pla o projecció central: Si C és un punt, anomenat centre de projecció, llavors la projecció d'un punt P diferent de C sobre un pla que no contingui C és la intersecció de la recta CP amb el pla. Els punts P tals que la recta CP és paral·lela al pla no tenen imatge per la projecció, però s'acostuma a dir que projecten cap a un punt de l'infinit del pla (vegeu geometria projectiva per a una formalització d'aquesta nomenclatura). La projecció del punt C no està definida.
- La projecció paral·lela a una direcció D sobre un pla: La imatge d'un punt P és la intersecció amb el pla de la recta paral·lela a D que passa per P.

Precisament l'origen de la geometria projectiva rau en la necessitat d'unificar aquests tipus de projecció, així com de definir la imatge per una projecció central d'un punt qualsevol diferent del centre de projecció.

## Exemples
Un exemple quotidià de projecció és l'ombra generada sobre un pla, per exemple un full de paper. La projecció d'un punt és la seva ombra sobre el paper. La projecció d'un punt del paper és el mateix punt (idempotència). L'ombra d'una esfera tridimensional és un cercle.
En cartografia, una projecció cartogràfica és un mapa d'una part de la superfície terrestre sobre un pla, que, en alguns casos, és una restricció de la definició general de projecció. Les projeccions tridimensionals també són la base de la teoria de la perspectiva.

## Definició

Diagrama commutatiu d'una projecció π, donats una aplicació f i un conjunt X qualssevol

Des d'un punt de vista abstracte, hom pot pensar que una projecció és una aplicació d'un conjunt (o d'una estructura matemàtica en general) que és idempotent, la qual cosa vol dir que és igual a la composició de l'aplicació amb ella mateixa. També es pot utilitzar el terme projecció per referir-se a una aplicació que admet una inversa per l'esquerra. Aquestes dues nocions estan estretament relacionades: sigui p una funció idempotent d'un conjunt E en ell mateix (és a dir, p∘p = p) i sigui F = p(E) la imatge de p. Si denotem per π la funció p vista com a funció de E en F, i per i la injecció de F dins E, llavors tenim que i∘π = IdF. Recíprocament, i∘π = IdF implica que π∘i és idempotent.

## Aplicacions
En concepte original de projecció s'ha ampliat o generalitzat a multitud d'àrees matemàtiques, incloent-hi la geometria, encara que no només aquí:
- En teoria de conjunts:
  - Una operació tipificada per la j-sima funció de projecció, escrita projj , que porta un element x = (x1, ..., xj , ..., xk) del producte cartesià X1 × … × Xj × … × Xk al valor projj (x) = xj . Aquesta funció sempre és exhaustiva.
  - Una funció que porta un element cap a la seva classe d'equivalència sota una determinada relació d'equivalència es coneix com la projecció canònica.
  - La funció d'avaluació que envia una funció f cap al valor f(x) per a un x fixat. L'espai de funcions YX es pot identificar amb el producte cartesià {\displaystyle \prod _{i\in X}Y_{i}}, i la funció d'avaluació és una funció de projecció del producte cartesià.
- En teoria de categories, la noció de producte cartesià es pot generalitzar al cas de categories. El producte de certs objectes té un morfisme projecció canònica a cada factor. Aquesta projecció pren formes diferents en categories diferents: la projecció del producte cartesià de conjunts, la topologia producte d'espais topològics (que sempre és exhaustiva i oberta), o del producte directe de grups, etc. Aquests morfismes sovint són epimorfismes i exhaustius, però no sempre.
- En àlgebra lineal, una transformació lineal que no canviï si s'aplica dos cops (p(u) = p(p(u))), en altres paraules, si és un operador idempotent. Per exemple, la funció que envia un punt (x, y, z) de l'espai tridimensional cap al punt (x, y, 0) del pla és una projecció. Aquest tipus de projecció es pot generalitzar de manera natural a qualssevol dimensions n de l'espai origen i k ≤ n de l'espai destí. Vegeu Operador de projecció. En el cas de projeccions ortogonals, l'espai admet una descomposició en producte de subespais, i l'operador de projecció també actua com a projecció en el producte de subespais.
- En topologia diferencial, qualsevol fibrat inclou una funció de projecció com a part de la definició. Localment, aquesta funció es comporta com una projecció en el sentit de la topologia producte i, per tant, és oberta i exhaustiva.
- En topologia, una retracció és una funció contínua r: X → X que restringeix la funció identitat en la seva imatge. Aquesta retracció satisfà una condició d'idempotència similar r² = r, i es pot considerar com una generalització de la funció de projecció. Una retracció homòtopa a la identitat es coneix com a retracció de deformació.
- La projecció d'un vector sobre un altre